# Alte Burg (Hafenpreppach)
Die Alte Burg ist eine abgegangene Höhenburg 2950 Meter östlich des Ortsteiles Altenstein des Marktes Maroldsweisach in den fränkischen Haßbergen (Bayern). Nur etwa 150 Meter westlich liegt ein weiterer Ringwall namens Alte Burg.

## Geografische Lage
Die Stelle der abgegangenen Talhangburg liegt auf 392 m ü. NN über einem winzigen See und nutzt im Nordwesten den Steilabfall einer etwa fünf bis sieben Meter hohen Sandsteinformation am Hang des Gehrenberges, der dort nach Südosten nur leicht ansteigt.

## Geschichte
Die von amtlicher Seite als frühmittelalterlich datierte Wallanlage könnte allerdings auch ein hochmittelalterlicher Adelssitz gewesen sein. Wie bei vielen Wallburgen und Burgställen fehlen auch hier jegliche urkundliche Nachweise und sonstige Quellen zur Zeitstellung und Geschichte.
Die Burg wurde 1970 durch das Bayerische Landesamt für Denkmalpflege (Eugen Ixmeier) vermessen und topographisch aufgenommen. Die Planaufnahme wurde 1979 von Björn-Uwe Abels publiziert.

## Beschreibung
Das halbrunde Burgareal trennt ein bis zu zwei Meter hoher Wall mit vorgelegtem Graben vom Hang ab. Die Innenfläche der zweiteiligen Anlage beträgt ca. 70 × 120 Meter. Der Wall zieht sich im Nordwesten den Hang hinunter zum See, auch dort ist ein Graben vorgelagert. Die Innenfläche der Vorburg ist durch einige tiefe Gruben stark zerklüftet.
Die Hauptburg (ca. 30 × 60 Meter) liegt zwei bis vier Meter erhöht in der Art eines Turmhügels (Motte) im Nordwesteck. Nordwestlich ist der Außenwall so um das Felsplateau herumgeführt, dass sich dazwischen ein etwa acht Meter breiter Halsgraben ergibt.
Das Bayerische Landesamt für Denkmalpflege verzeichnet das Bodendenkmal als vermutlich frühmittelalterlichen Ringwall unter der Denkmalnummer D 6-5830-0009.

## Nachweise
1. ↑  Bayerisches Landesamt für Denkmalpflege: Eintragung